# Sainte-Reine (Savoie)
Sainte-Reine település Franciaországban, Savoie megyében. Lakosainak száma 170 fő (2022. január 1.). Sainte-Reine Aillon-le-Jeune, École, Saint-Jean-de-la-Porte és Saint-Pierre-d’Albigny községekkel határos.

## Népesség
A település népessége az elmúlt években az alábbi módon változott:
| Lakosok száma | 153  | 153  | 158  | 159  | 166  | 172  | 172  | 172  | 170  |
|               | 2013 | 2015 | 2016 | 2017 | 2018 | 2019 | 2020 | 2021 | 2022 |